# Cresila
Cresila (Kydonia, 480 a.C. circa – 410 a.C. circa) è stato uno scultore greco antico, prevalentemente bronzista.

## Biografia

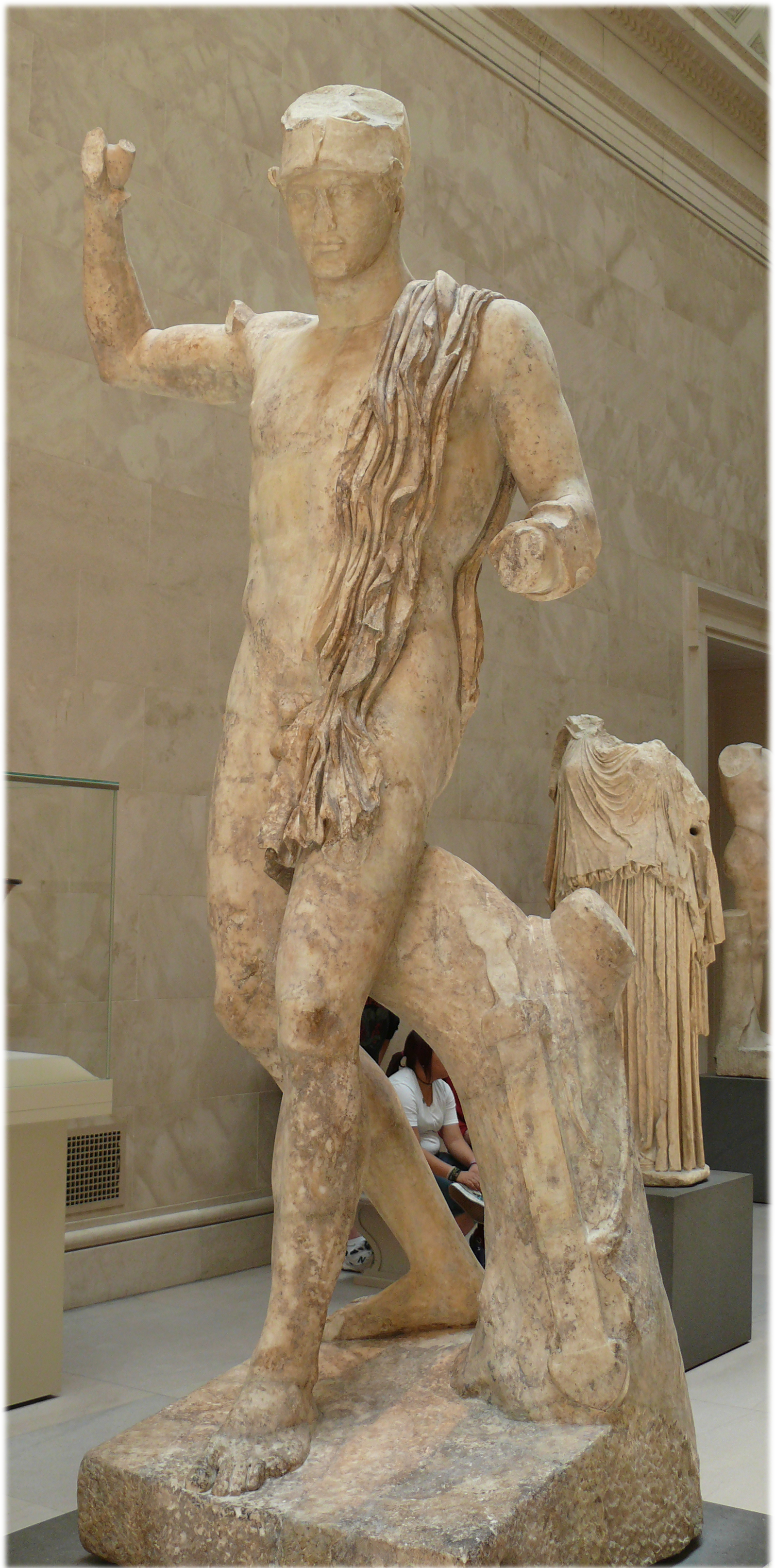
Statua di guerriero ferito, copia marmorea di età antoniniana da originale bronzeo della metà del V secolo a.C. New York, Metropolitan Museum of Art 25.116.

Svolse un periodo di formazione ad Argo come allievo di Dorotheos, con il quale lavorò a Delfi e ad Ermione. Tra il 450 e il 420 a.C. lavorò prevalentemente ad Atene, come seguace della scuola mironiana e nell'ambiente post-fidiaco dove poté portare elementi di compattezza dovuti alla formazione peloponnesiaca.

## Opere

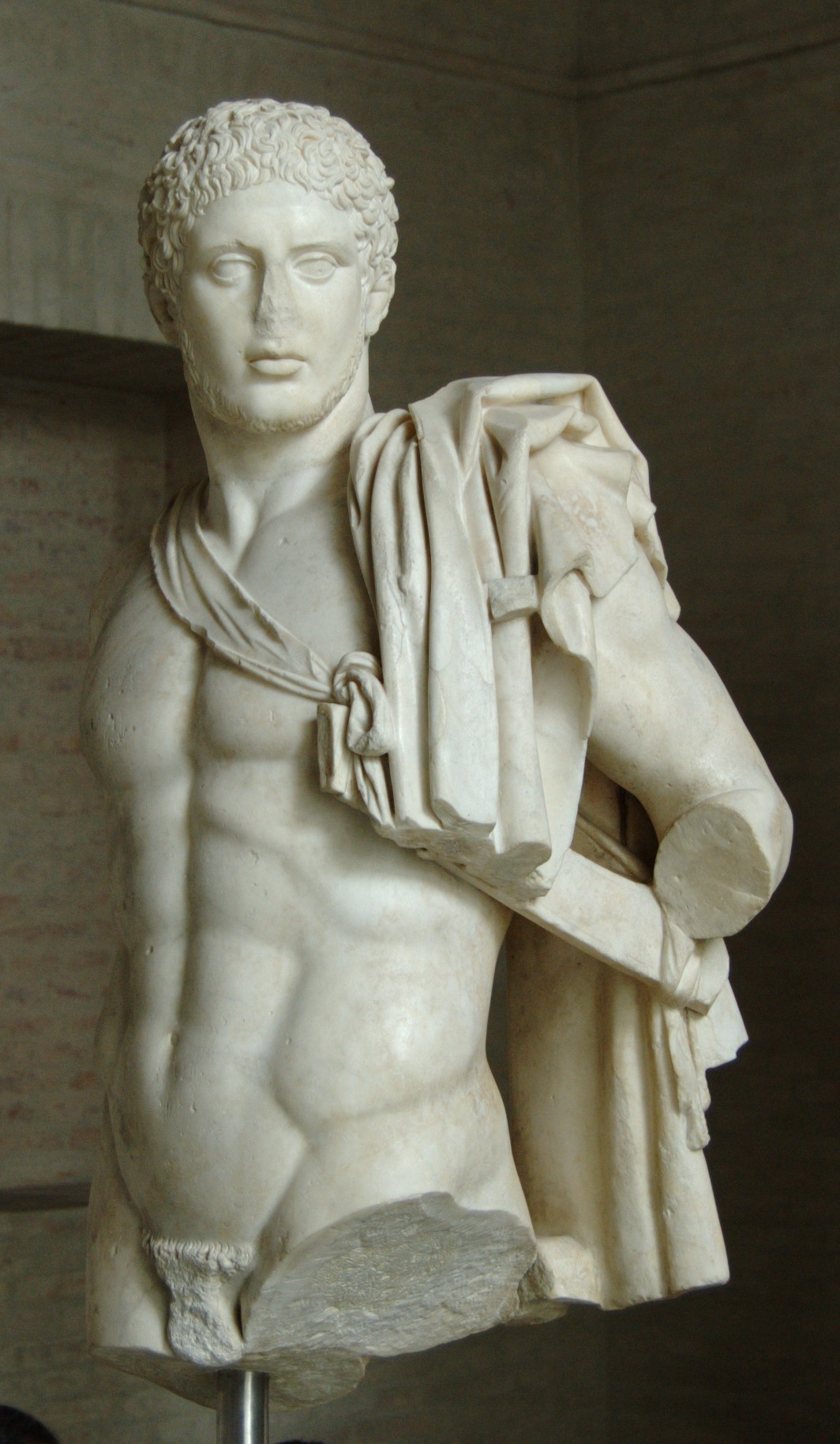
Diomede, copia romana da un'originale greca attribuita a Cresila (circa 440-430 a.C.), Gliptoteca (Monaco di Baviera)

Fu Plinio il Vecchio ad attribuire a Cresila un Dieitrephes, un guerriero ferito, visto da Pausania (I, 23, 3) nei Propilei, di cui resta la base con firma dello scultore; dovette essere la prima opera ateniese di Cresila alla quale fanno seguito altre tre basi con firma trovate ad Atene e giunte sino a noi.
Sempre Plinio descrisse la statua ritratto di Pericle, identificata con quella vista da Pausania sull'acropoli di Atene, databile anteriormente al 440 a.C., la quale corrisponde al canone iconografico dello stratega militare, formatosi nel V e nel IV secolo a.C., con il capo leggermente reclinato e coperto dall'elmo corinzio. Della statua bronzea di Pericle, sono sopravvissute cinque copie romane della testa, dalle quali traspare un gusto classico e armonico caratterizzante l'insieme dell'opera ed il desiderio di infondere nella statua una chiara immagine dell'uomo di stato.
Attorno al 435 a.C. Cresila partecipò al concorso per l'Artemision di Efeso (insieme a Fidia, Policleto e Phradmon, secondo quanto riferiscono le fonti letterarie) realizzando la celebre Amazzone ferita, contraddistinta dall'impostazione raccolta e dalla necessità di trasmettere il problema della sofferenza, ancora parzialmente irrisolto nell'espressività del volto.
Una mucca bronzea doveva ergersi sulla base, firmata da Cresila, di un donario per il culto di Demetra, rinvenuta a Ermione.
Tra le attribuzioni più significative si annovera l'Atena di Velletri, che ricorda per i tratti del volto la statua dell'Amazzone.